# Metallica
Metallica es una banda estadounidense de heavy metal fundada en 1981 en Los Ángeles, aunque ha estado radicada en San Francisco durante la mayor parte de su carrera. Está integrada por el vocalista y guitarrista rítmico James Hetfield, el baterista Lars Ulrich, el guitarrista líder Kirk Hammett, y el bajista Robert Trujillo. Metallica es considerada como una de las bandas comercialmente más exitosas de todos los tiempos, habiendo vendido más de 125 millones de álbumes en todo el mundo.
Fue fundada en 1981 en Los Ángeles por Ulrich y Hetfield, a los que se les unirían Ron McGovney y Dave Mustaine. En 1982, McGovney dejó la banda, siendo sustituido por Cliff Burton. Al año siguiente, Mustaine fue despedido por problemas de comportamiento, siendo reemplazado por Kirk Hammett, exguitarrista de Exodus. En 1986, durante una gira de conciertos, Burton fallece en un accidente mientras viajaba en un autobús en Suecia, lo cual provocó la entrada al grupo de Jason Newsted. En 2001, Newsted abandonó a la banda, siendo reemplazado por Robert Trujillo en 2003.
Hasta la fecha, el grupo ha editado 11 álbumes de estudio, siendo el último de estos 72 Seasons el cual fue lanzado mundialmente el 14 de abril de 2023. Metallica es  considerada parte de los cuatro grandes del thrash metal, junto con Megadeth, Slayer y Anthrax. Además, el grupo ha conseguido numerosos premios musicales, entre los que destacan nueve Grammys, dos premios otorgados por la cadena musical MTV, dos galardones de la Academia de Música Americana (American Music Awards) y dos premios de la revista Billboard, además de pertenecer desde el año 2009 al Salón de la fama del Rock y poseer una estrella en el paseo de la fama de la revista Kerrang!.

## Historia

### Inicios
En 1980, Lars Ulrich originario de Gentofte, Dinamarca, se trasladó con su familia a Los Ángeles. Hijo del tenista profesional Torben Ulrich, Ulrich había desarrollado una enorme afición por el heavy metal durante los años 70, cuando la NWOBHM (Nueva Ola de Heavy Metal Británico) tenía gran auge en la escena underground europea. Con su traslado a Estados Unidos, planeado por su padre con el objetivo original de preparar una carrera dentro del tenis profesional, dicha afición de Ulrich se convertiría prácticamente en una obsesión, que se concentraba especialmente en grupos desconocidos de la nueva corriente inglesa. Su prioridad al llegar a Los Ángeles fue la de explotar su capacidad musical junto con otros jóvenes, lo que le llevó en 1981 a publicar un anuncio en la revista Recycler, en el que solicitaba un guitarrista para formar una banda con influencias de las bandas de la NWOBHM, concretamente sus bandas preferidas: Diamond Head, Def Leppard, Iron Maiden y Tygers of Pan Tang. James Hetfield, hijo de un propietario de una compañía de camiones y de una cantante de ópera que educaron a sus hijos en la Ciencia Cristiana, respondió a su anuncio. Comenzaron a ensayar juntos y, aunque al principio a Hetfield no le convencía la forma de tocar de Ulrich, finalmente formaron una banda. La clave de esta unión fue el tema que tenía reservado por parte de su amigo Brian Slagel, fundador de la compañía discográfica, entonces recién creada, Metal Blade Records, en el primer recopilatorio que editaría el sello, titulado Metal Massacre.
El nombre de la banda fue idea de un amigo de Lars llamado Ron Quintana, quien tenía «Metalmania» y «Metallica» como posibles nombres para un nuevo fanzine musical, aunque se inclinaba más por el segundo. A Ulrich le gustó tanto «Metallica» que rápidamente le recomendó a Quintana que llamara «Metalmania» al fanzine. Así, la banda de Ulrich y Hetfield tomó el nombre Metallica.

#### Formación inicial y primeras canciones
Ulrich se trasladó al local que Hetfield poseía junto a su amigo Ron McGovney, el cual provenía de una familia acomodada que poseía numerosas propiedades. Hetfield le pidió a McGovney que tocara el bajo en la banda y se ofreció a enseñarle. Al contrario de lo que se rumoreaba, Ron no fue el diseñador del logotipo de Metallica. En una entrevista de la banda concedida a la cadena ABC, el propio James Hetfield, afirmó haberlo dibujado él a partir de un simple boceto. Tras incesantes intentos de conseguir un guitarrista solista influido por Motörhead y Iron Maiden, encontraron a Lloyd Grant, un joven guitarrista afrodescendiente con quien tocaron el primer demo de Metallica, titulado Hit the Lights (1981). Lloyd, que pensaba quedarse poco tiempo en la banda, fue sustituido por Dave Mustaine en la guitarra líder, completando así la primera formación de Metallica. El primer paso fue la grabación del tema para la primera entrega de Metal Massacre. El elegido sería «Hit the Lights», tema que provenía de la anterior banda de Hetfield, Leather Charm, considerado uno de los primeros temas del thrash metal.
El debut de Metallica en directo tendría lugar el 14 de marzo de 1982 en el club Radio City de Anaheim, en una actuación en la que la falta de experiencia sobre el escenario ocasionó serios problemas a la banda. Dos semanas más tarde tendrían la oportunidad de enmendar su error abriendo dos noches seguidas para los ingleses Saxon en el local Whiskey-A-Go-Go de Los Ángeles. Cabe decir que dentro del libreto del álbum de versiones que la banda realizó en 1998 titulado Garage Inc. pueden encontrarse reproducidas las notas que el propio Ulrich tomó en aquel momento sobre la marcha de estos dos conciertos, incluyendo los setlists de ambas noches y las impresiones del batería sobre la marcha de las mismas.
La decepción que ocasionó a la banda estos dos malos conciertos hizo que se replanteasen la contratación de un vocalista mientras Hetfield y Mustaine fuesen los dos guitarristas de la banda. Para ello se contrató a Sammy Dijon, exvocalista de la banda Ruthless, quien realizó algunas pruebas pero que no fue finalmente admitido en el seno del grupo, por lo que fue despedido. En abril de 1982 se contrató a otro guitarrista, Damien Phillips (de nombre real Brad Parker), para actuar como tal mientras Hetfield se concentraba delante del micrófono, pero también fue despedido después de su primera actuación con la banda debido a la negativa de Mustaine a que hubiese un tercer guitarrista.[cita requerida] Posteriormente se barajaron varios cantantes, entre los cuales estaban John Bush, futuro vocalista de Armored Saint, y Jesse Cox de Tygers of Pan Tang. Ninguno fue admitido, motivo por el que Hetfield pasó a encargarse tanto de la segunda guitarra como de la voz desde aquel momento. En un ensayo realizado en la antigua escuela de Lars Ulrich, el vocalista fue Jeff Warner, del que se cuenta que no fue aceptado porque desafinaba demasiado[cita requerida].

#### Formación definitiva
Con la edición de Metal Massacre en el mes de julio de 1982, el grupo, tras renegar de la versión de "Hit the Lights" aparecida en el mismo por encontrarse completamente desfasada de lo que constituía su nuevo sonido, decidió grabar su primer demo, titulado No Life 'til Leather, primera estrofa de la canción Hit the Lights. Siete temas formarían parte de este demo, entre los que se encuentra una versión mucho más potente y acelerada de "Hit the Lights". Con una agenda de conciertos cada vez más ajustada, Hetfield y Ulrich comenzaron a plantearse la sustitución de McGovney. Años después, este dijo en una entrevista que el resto de la banda le dejaba que se encargara de todo. Es en ese momento cuando empiezan a aparecer los problemas con Dave Mustaine, derivados de un carácter extremadamente violento unido al consumo extremo de alcohol y drogas. Conocedor de la necesidad de Metallica de reclutar un nuevo bajista, Brian Slagel recomienda a Lars y James la banda Trauma, que acababa de editar uno de sus temas en la segunda entrega de Metal Massacre. Hetfield y Ulrich quedarían totalmente impresionados con la destreza y presencia en el escenario de su bajista, Cliff Burton, ofreciéndole inmediatamente el entrar a formar parte de Metallica, lo cual sería inicialmente rechazado por Burton.

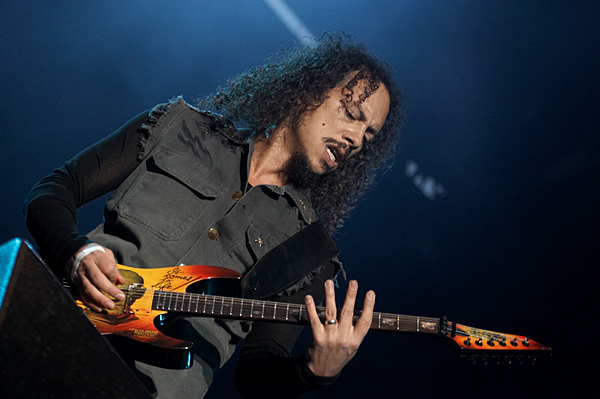
Kirk Hammett.

Aún con McGovney en sus filas, grabarían el 29 de noviembre del mismo año un demo en directo en el The Waldorf de San Francisco, que recibiría el nombre de Live Metal Up Your Ass y en la que estrenarían el tema "Whiplash", inédito hasta entonces. El concierto tendría como teloneros a Exodus, cuyo guitarrista líder, un joven Kirk Hammett, causaría una gran impresión en James y Lars Ulrich, que ante los crecientes problemas con Mustaine comenzaron a considerarlo como un reemplazo perfecto. Poco tiempo después McGovney decidió dejar Metallica al oír que habían estado estableciendo contactos con Cliff Burton, para incorporarse a Phantasm, al contrario de la creencia popular de que fue despedido. Posteriormente declaró: "Nunca escuché 'Estás despedido' o algo así de parte de ellos. Yo renuncié, aunque es obvio que, aunque no hubiera renunciado, me iban a despedir de todas maneras". Al mismo tiempo, Cliff Burton, quien estaba teniendo problemas con Trauma debido a la dirección que el resto de los integrantes querían tomar con respecto a su música, decidió pasarse a las filas de Metallica. La única condición no negociable que puso el bajista fue que la banda se trasladase a San Francisco, donde los nuevos sonidos relacionados con el thrash comenzaban a generar una legión de seguidores que recibió el nombre de "Bay Area Bangers". En cualquier caso, Hetfield, Ulrich y Mustaine ya estaban pensando en mudarse a San Francisco, puesto que habían observado la energía y el entusiasmo de la escena thrash de esa ciudad, además de porque la escena de Los Ángeles estaba dominada por el cada vez más famoso glam metal, con bandas como Mötley Crüe, Dokken, Quiet Riot, Cinderella y Ratt.

### Kill 'Em All
A principios de 1983, el mánager y promotor de conciertos Johnny Zazula (con la ayuda de su mujer) se puso en contacto con el grupo para ofrecerles un traslado a Nueva York, con la idea de organizar varios conciertos en la Costa Este y, si todo marchaba bien, grabar un álbum. Tras aceptar la oferta, Metallica inició el viaje el 1 de abril, y tras atravesar todo el país, fijaron su nuevo lugar de residencia en el Music Building de Nueva York, un edificio en el que cohabitaban con varias bandas de rock, entre las que se encontraba Anthrax, iniciando amistad y camaradería entre los dos grupos.

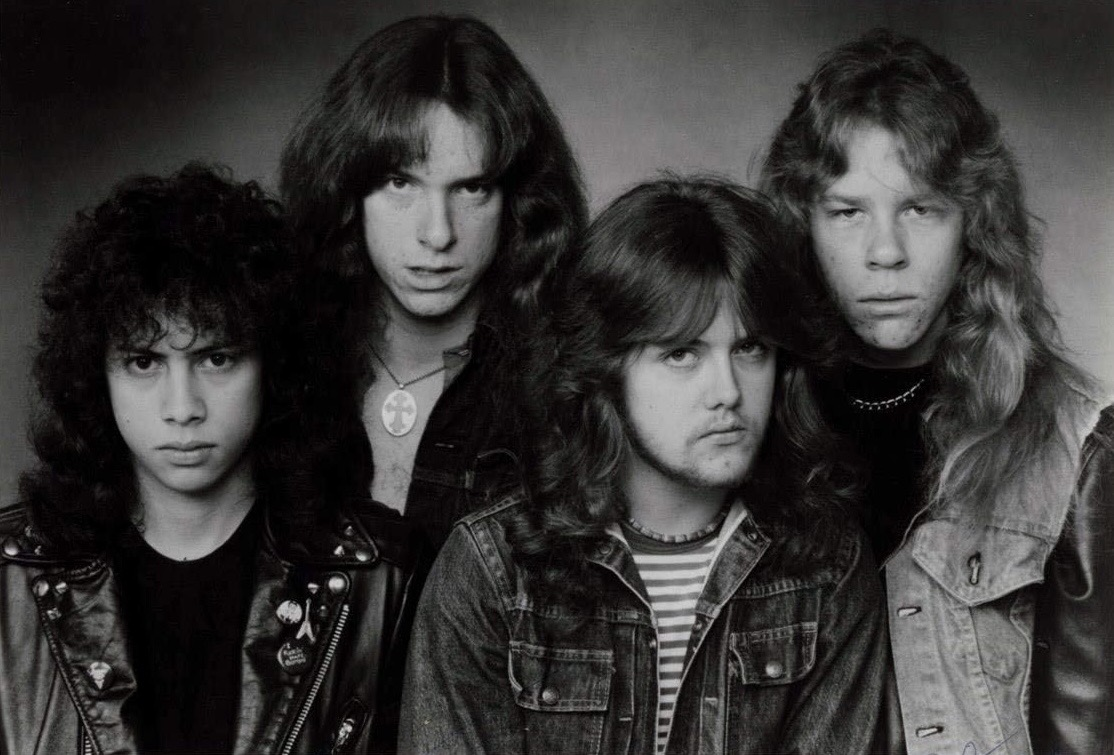
Metallica en 1983. Formación oficial de la banda en sus primeros tres álbumes de estudio. De izquierda a derecha: Kirk Hammett, Cliff Burton, Lars Ulrich y James Hetfield.

A los diez días de su llegada a Nueva York, la situación con Mustaine se hizo insostenible, con lo que Hetfield y Ulrich sorprendieron a un Mustaine recién despierto para anunciarle que estaba fuera del grupo y que en un breve plazo salía el autobús que habían reservado para su vuelta a casa (posteriormente Dave fundaría Megadeth). Los integrantes ya estaban preparados para esto. Le pidieron a Zazula que se pusiese en contacto con el guitarrista de Exodus, Kirk Hammett, para unirse a la banda. Al principio, Kirk creía que la llamada de Zazula era una broma, pero finalmente aceptó. De forma simultánea a la expulsión de Dave, Kirk Hammett dejaba Exodus y se disponía a salir hacia Nueva York, llegando esa misma noche a altas horas de la madrugada. Alumno de Joe Satriani, Hammett introduciría un sonido más melódico, técnico y estilizado en Metallica, que se haría patente a partir del segundo álbum del grupo, puesto que el primero estaba compuesto en su totalidad en el momento de su entrada. El debut del nuevo guitarrista tendría lugar en el neoyorquino "Showplace" abriendo para The Rods.
Tras un mes de ensayos, Metallica entraría finalmente el 10 de mayo en los "Music America Studios" para grabar su primer álbum. El tracklisting sería prácticamente igual que el de No Life 'til Leather, incluyendo como novedades el tema "Whiplash", ya aparecido en Live Metal Up Your Ass, y el solo de bajo que Burton solía ejecutar en los conciertos, bajo el nombre de "(Anesthesia) Pulling Teeth". Además, también se incluiría una versión remozada del tema "The Mechanix", añadiendo nuevos riffs y rebautizándola como "The Four Horsemen". La producción correría a cargo de Paul Curcio, propietario de los estudios e ingeniero residente. Su trabajo levantó suspicacias por parte del grupo debido a la diferencia de criterios con respecto al sonido del álbum que quería imprimirle la banda.
Tras seis semanas, el primer trabajo de Metallica sería lanzado en el mes de julio bajo el nombre Kill 'em All. Dicho nombre provenía de una frase de Cliff Burton a causa del enfado que produjo en el grupo la negativa de diversas distribuidoras de discos a comercializar el álbum con el título que el grupo quería darle, Metal Up Your Ass. Zazula, incapaz de encontrar una compañía discográfica interesada en publicar el disco, optó finalmente por la fundación de un sello propio, Megaforce Records. Se consiguió la cifra de 17.000 copias vendidas en las dos primeras semanas, y sobre todo, Kill 'em All contribuyó notablemente a extender la buena reputación de Metallica, recibiendo una avalancha de críticas favorables por parte de la prensa, que ya comenzaba a verlos como los iniciadores de una nueva corriente en el metal. Posteriormente, la cifra de copias vendidas del disco llegaría hasta las 300.000.
Como forma de promoción, Zazula organizaría un tour conjunto con Raven, Quiet Riot y Y&T que los llevaría por todo Estados Unidos, constando de 35 fechas y bautizado como Kill 'em All For One Tour (el álbum que Raven se encontraba promocionando se llamaba All For One). Posteriormente, y tras varios conciertos en San Francisco, Nueva York y Boston, y prácticamente coincidiendo con la edición en Europa del sencillo "Jump in the Fire" por parte del sello Music for Nations, el 3 de febrero de 1984 se inició la gira europea Seven Dates of Hell, en la que se encargan de abrir para los ingleses Venom, teniendo como momento cumbre la participación en el Aardshock Festival en Países Bajos, tocando ante más de 5000 personas, la audiencia más grande que habían tenido hasta el momento.

### Ride The Lightning
Terminada la gira, Metallica entraría el 20 de febrero en los Sweet Silence Studios de Copenhague para la grabación de su segundo álbum, recayendo todo el peso de la producción en el ingeniero residente Flemming Rasmussen, quien ya había trabajado anteriormente con bandas como Mercyful Fate y Rainbow y posteriormente con Sepultura, Danger Danger y Blind Guardian. El ajustado presupuesto del que Zazula disponía se convirtió en el principal problema durante la grabación del álbum, que transcurrió a un ritmo frenético durante menos de un mes, quedando finalizada el 14 de marzo, y viéndose solo interrumpida por el fallido tour Hell On Earth junto a The Rods y Exciter, finalmente cancelado por la escasa venta de entradas. A la considerable evolución mostrada en estos temas se unía el rumor latente de que el grupo estaba trabajando en una balada, lo que provocó cierta agitación dentro del sector más extremo de los fanáticos de la banda.
Ride the Lightning, nombre que recibiría finalmente el álbum, supondría un gran cambio en el sonido de la banda, que se adentraba en terrenos mucho más melódicos. Las labores de composición contaron con la colaboración de Burton y Mustaine. También se confirmó el rumor la inclusión de una balada, que recibiría el título de "Fade to Black". Fue escrita por Hetfield inspirándose en el robo de equipo que la banda sufrió el 14 de enero de aquel mismo año..
La primera aparición de la banda en los escenarios tras la grabación tendría lugar en dos sold-out en el londinense Marquee, tras lo cual se harían diversos conciertos en Alemania, Países Bajos y Bélgica. El momento más importante de este tour llegaría el 3 de agosto en el "Roseland" de Nueva York, donde tendrían un primer contacto con el sello Elektra Records, y en el que, tras el concierto, iniciarían las negociaciones con Peter Mensch y Cliff Burnstein de la agencia Q-Prime, la cual finalmente acabaría comprando el contrato de Metallica a Johnny Zazula. Probablemente es este hecho el que fomentaría las conversaciones de la banda con Elektra, que acabaría fichándolos el 12 de septiembre tras firmar un contrato en el que se otorgaba al grupo el control artístico absoluto sobre su carrera.
El primer movimiento de Elektra tras reclutar a Metallica sería reeditar Ride the Lightning bajo su sello el 19 de noviembre, a la vez que Music for Nations, con la que Zazula tenía un acuerdo aún vigente tras el fichaje por Elektra, edita en Europa el sencillo "Creeping Death", que contendría la suite The Garage Days Re-visited, formada por las versiones "Am I Evil?" de Diamond Head y "Blitzkrieg" de la banda con el mismo nombre. A su vez, se inicia un nuevo tour europeo, esta vez coordinado por Q-Prime con Robert Allen como mánager de la gira, que dio comienzo en la francesa ciudad de Rusen el 16 de noviembre y finalizó en el London Lyceum de Londres el 20 de diciembre tras haber visitado Francia, Alemania, Dinamarca, Suecia, Suiza, Italia, Finlandia e Inglaterra con un enorme éxito de público.
Finalizada la gira europea, y tras un descanso por Navidad, Metallica inició el 11 de enero de 1985 un tour por Estados Unidos y Canadá junto a Armored Saint, Helix y los W.A.S.P. de Blackie Lawless, con quienes la banda tuvo varios roces debido al supuesto ego de dicho frontman. Sería durante esta gira cuando la banda comienza a ser conocida como "Alcohólica" por sus excesos con el alcohol. A esto se uniría el cartel que colocaron en dicho autobús, "No se ría, señor. Su hija probablemente esté dentro", que daba una idea de la actitud desenfadada del grupo. Tras más de tres meses en la carretera, la gira tendría su final en el Starry Night Club de Portland.

### Master of Puppetsy la muerte de Cliff Burton

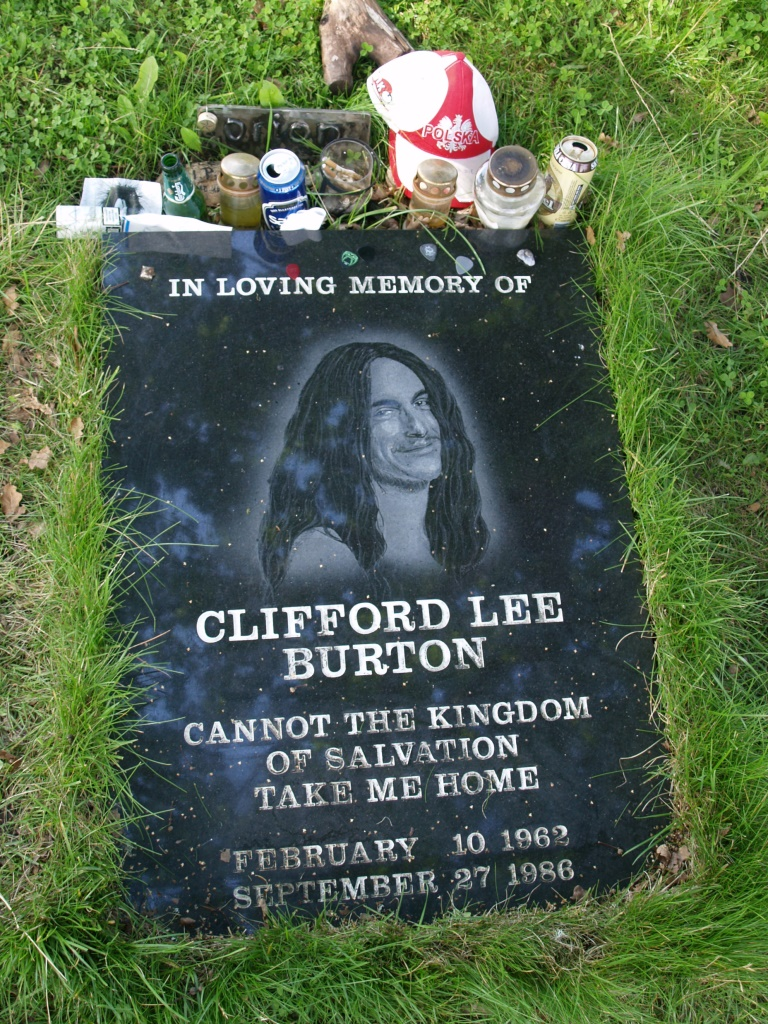
Lápida en Suecia, en memoria a Cliff Burton.

Pasados dos años de gira, volvieron a los Sweet Silence Studios. De allí surgió Master of Puppets, uno de los discos más alabados dentro del heavy metal, la canción principal homónima está considerada por muchos seguidores de la banda como la mejor de Metallica. El disco ha vendido hasta la fecha más de 7 millones de copias en todo el mundo, a pesar de que solo llegó en su día al puesto 29 del Billboard.
La gira de presentación del disco comenzó en verano de 1986 con el guitarrista rítmico John Marshall, ya que Hetfield se había quebrado la muñeca en un accidente de skateboard. Ya en Europa y con Hetfield recuperado, el autobús de la gira circulaba por las carreteras suecas a las 6:15 horas de la mañana del 27 de septiembre; Cliff se encontraba durmiendo en la litera asignada a Kirk Hammett (debido a que este último había perdido en una apuesta), y repentinamente el autobús volcó cerca del pueblo de Ljungby, mientras que Hammett, Ulrich y Hetfield no sufrieron daños físicos preocupantes, el autobús cayó sobre el cuerpo del bajista, tras salir despedido por la ventana, causándole la muerte de forma instantánea. Según el conductor, el autobús derrapó debido a las placas de hielo que había en la carretera, lo que ocasionó el vuelco; Hetfield, furioso por lo sucedido, intentó golpear al conductor, siendo detenido por sus compañeros. Posteriormente recorrió una distancia considerable de la carretera buscando las placas, pero no encontró nada. En el funeral de Burton, se escuchó el tema «Orion».
Su muerte provocó la suspensión de la gira de la banda y la retirada de los tres miembros restantes para pensar al respecto de su futuro. Finalmente, y después de consultar a los familiares del fallecido bajista, decidieron continuar con la carrera musical de la banda, y reclutaron al bajista Jason Newsted de la banda Flotsam and Jetsam, en lugar de Cliff, puesto para el cual también optó Jeff Pilson entre más de 40 músicos. Al año siguiente la banda volvería a Europa para completar la gira con su nuevo bajista.
En su primera actuación con Metallica, Newsted tocó un solo de bajo, lo que provocó un descontento entre los seguidores de la banda, quienes consideraron esto como una falta de respeto hacia Burton.

### Garage Days Re-Revisitedy...And Justice For All
En 1987 lanzarían un gran álbum de versiones de las bandas que les influyeron titulado Garage Days Re-Revisited para introducir a Newsted a los seguidores de la banda. El nombre proviene de las sesiones de grabación de dicho álbum en el garaje de Ulrich. Un año después lanzarían un nuevo disco, titulado ...And Justice for All. Es su álbum más oscuro, con un sonido dominado por ritmos de batería densos y muy acelerados, de gran complejidad. Pese a lo que podría parecer, es un trabajo menos melódico que sus predecesores, con un ambiente negativo, y unas letras más cercanas a la crítica social, política e incluso ecológica ("Blackened"). Destacan los temas "One" (canción con el primer videoclip grabado por la banda, recogiendo escenas de la película Johnny cogió su fusil; con este videoclip, la banda comenzó a ganar fama en el ámbito mainstream, "To Live Is to Die" (dedicado a Cliff Burton basándose en los bocetos de una canción que se encontraba componiendo en la que se oye un poema compuesto por el desaparecido bajista a pesar de ser un tema instrumental), "...And Justice for All" y "Blackened".
Esta producción marcó un hito en el equipamiento de las guitarras de Metallica, ya que dejan sus full stacks valvulares Marshall, pasando a utilizar la Mesa Boogie, obteniendo un sonido mucho más agresivo. Algunas de las escasas críticas que recibió al disco se basan en, a pesar de la evolución, la poca calidad en la producción, señalando el "fino zumbido" de las guitarras, el "clickeo" de la batería, y el escaso volumen que tiene el bajo, el cual casi no se percibe siendo imposible de atisbar en muchos momentos. A pesar de estas características, el álbum ha vendido hasta la fecha más de 8 millones de copias, a pesar de tener una promoción casi nula sin ningún tipo de repercusión en canales de televisión como MTV.

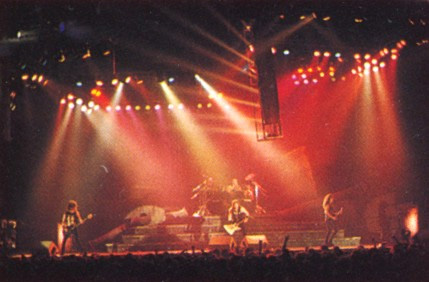
Actuación de Metallica en 1989 en la gira Damage Justice Tour

Gracias a este trabajo, Metallica recibe su primera nominación a los premios Grammy en 1989, en la categoría de Mejor Interpretación Vocal o Instrumental de Hard Rock/Metal. Contra todo pronóstico, el ganador del premio fue el álbum Crest of a Knave de Jethro Tull, quienes no acudieron a la gala. Lars Ulrich se referiría a ellos después de ganar el Grammy en 1992 en la misma categoría por el álbum homónimo de la formación: "Queremos dar las gracias a Jethro Tull por no haber sacado ningún disco este año".

### Metallica (Black Album)y gira junto aGuns N' Roses
Su siguiente trabajo, llamado Metallica, también conocido como The Black Album, se publicó en 1991 y contó con la producción de Bob Rock, que había trabajado con Bon Jovi, Tankard y Mötley Crüe, entre otros. La banda había quedado fascinada con el trabajo de Bob Rock tras producir el álbum Dr. Feelgood de Mötley Crüe (1989), y buscaban conseguir un sonido similar para este próximo álbum.
El Black álbum se convirtió en un éxito de ventas, con canciones como «Enter Sandman», «Sad But True», «The Unforgiven», «Wherever I May Roam» y «Nothing Else Matters», vendió más de 500.000 copias en su primera semana en los Estados Unidos, llegando al primer puesto en la lista del Billboard, en parte gracias a su carácter más comercial. Solo en aquel país, la Recording Industry Association of America (RIAA) certificó catorce millones de copias vendidas desde su lanzamiento. El nombre popular del disco The Black Album proviene de la portada, que solo contiene el logo de Metallica en la esquina superior izquierda y el dibujo de una serpiente en la esquina inferior derecha, todo ello sobre un fondo negro. Hetfield explicó posteriormente esta composición y dijo que la banda quería que la gente se fijase en la música que contenía el álbum, y no en el simbolismo ni en el diseño artístico. La canción «Enter Sandman» ocupa el puesto #408 entre las 500 mejores canciones de todos los tiempos en la lista de Rolling Stone. El sencillo Nothing Else Matters fue la primera balada que la banda añadió a su discografía, convirtiéndose en una de las power ballad más famosas de la historia del rock. La canción llegó al número 34 en la lista de éxitos del Billboard Hot 100 y al número 11 en la lista de música rock de Billboard, el Mainstream Rock Tracks.
Posteriormente, la banda realizó la gira Wherever We May Roam Tour, que duró dos años. Luego inició otra junto a Guns N' Roses. El 8 de agosto de 1992 en Montreal, Canadá, durante este tour, la actuación de Metallica terminó abruptamente debido a que, durante la canción "Fade To Black", un fuego artificial explotó debajo de James Hetfield provocándole graves quemaduras. Asimismo, una afección de garganta del vocalista Axl Rose no le permitió tocar a Guns N' Roses. La breve actuación de Metallica y la cancelación del show de Guns N' Roses provocaron la ira de los fanes, que causaron múltiples destrozos y en los incidentes hubo algunos heridos.
En 1993, la banda editó el box set Live Shit: Binge and Purge, que contiene tres CD y dos conciertos en vídeo grabados en la Ciudad de México, en Seattle y en San Diego. Originalmente fue lanzado como una caja de cartulina como si fuera equipo de un tour. Aparte de los CD y los DVD, la caja contiene material adicional como un libro a color de setenta y cinco páginas.

### Load,Reload,Garage Inc.yS&M

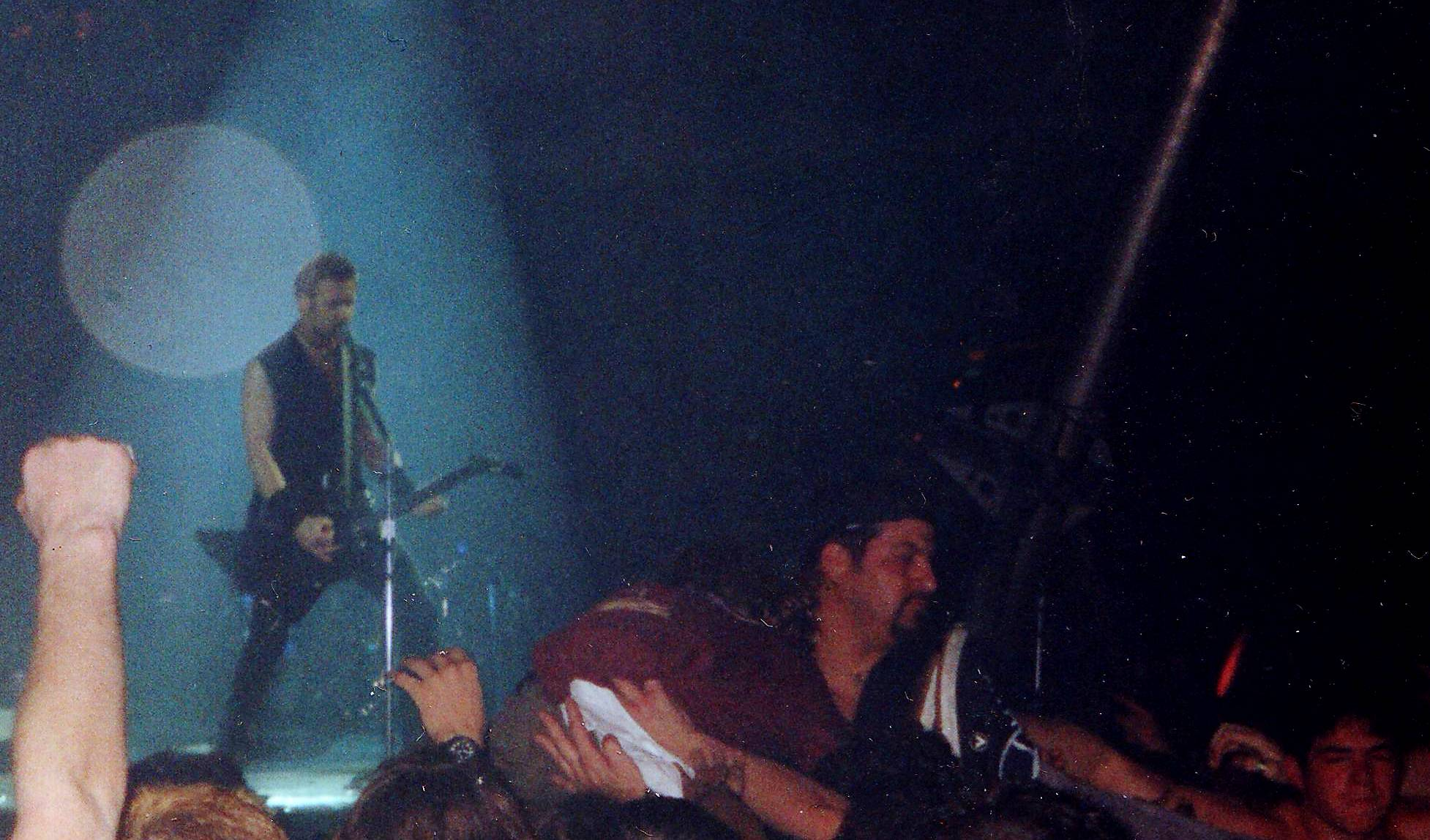
James Hetfield actuando en Cardiff durante la gira promocional de Load (1996).

Su disco homónimo, conocido popularmente como el Álbum Negro marcaría un punto de inflexión en la carrera musical de Metallica, y sus dos discos consecutivos titulados Load (1996) y ReLoad (1997), de estilos idénticos entre sí ya que estaban pensados para formar un mismo álbum doble, están totalmente dominados por un sonido que muchos antiguos seguidores consideraron como más comercial y muy suavizado con letras menos duras, más cercano al metal alternativo que triunfaba en aquella época. Quizás el cambio más llamativo para sus seguidores fue el cambio de imagen: se cortaron las melenas y cambiaron el fácilmente reconocible logotipo que identificaba a Metallica. Esto se vio también reflejado en el cambio de sello discográfico, ya que las relaciones entre Elektra Records y la banda finalizaron después de casi diez años cobrando solo un 14% de los beneficios netos de Metallica, aunque acabarían reanudando su contrato poco después. El éxito de ambos álbumes no fue tan contundente como el del álbum negro. Muchos adolescentes se convirtieron en seguidores de Metallica, al mismo tiempo que muchos de sus antiguos seguidores se veían en gran medida "traicionados" por la nueva dirección tomada por el grupo, lo que desde entonces lleva alimentando una gran polémica. En los premios Grammy entraron por primera vez en la categoría Heavy Rock en vez de Heavy Metal, como ocurría antes del mencionado Load. Ese mismo año la banda finlandesa Apocalyptica debutó con su homenaje a Metallica Plays Metallica by Four Cellos, que era básicamente un álbum con covers de Metallica tocados únicamente con violonchelos.
En 1998, realizarían un nuevo trabajo similar a Garage Days Re-Visited titulado Garage Inc., aunque esta vez sería un álbum doble de versiones de temas de estilos bastante diversos que influyeron a la banda en su ya dilatada carrera. Mientras que el primer disco incluía versiones grabadas para el lanzamiento del álbum, el disco dos contenía íntegros el Garage Days Revisited proveniente del sencillo de "Creeping Death", y el Garage Days Re-revisited, además de varias versiones provenientes de caras B y un extracto del concierto de versiones de Motörhead que Metallica dio en el 50 cumpleaños de Lemmy Kilmister el 4 de diciembre de 1995 en el Whiskey-A-Go-Go. La versión "Holy Roller" de Nazareth y "Round and Round" de Ratt resultó ganador de un premio Grammy en la categoría de Mejor Interpretación de Heavy Metal en 2000.
Al año siguiente grabarían en un concierto en directo, titulado S&M, en colaboración con la Orquesta Sinfónica de San Francisco, dirigida por Michael Kamen, quien había hecho los arreglos de orquesta para "Nothing Else Matters" en The Black Album. En este álbum doble se experimenta la mezcla entre música de canciones de Metallica con arreglos orquestales. Además, se presentarían dos nuevos temas especialmente compuestos para la ocasión, "No Leaf Clover" y "Human", extrayéndose el primero de ellos como segundo sencillo del disco.

#### Conflictos con Napster

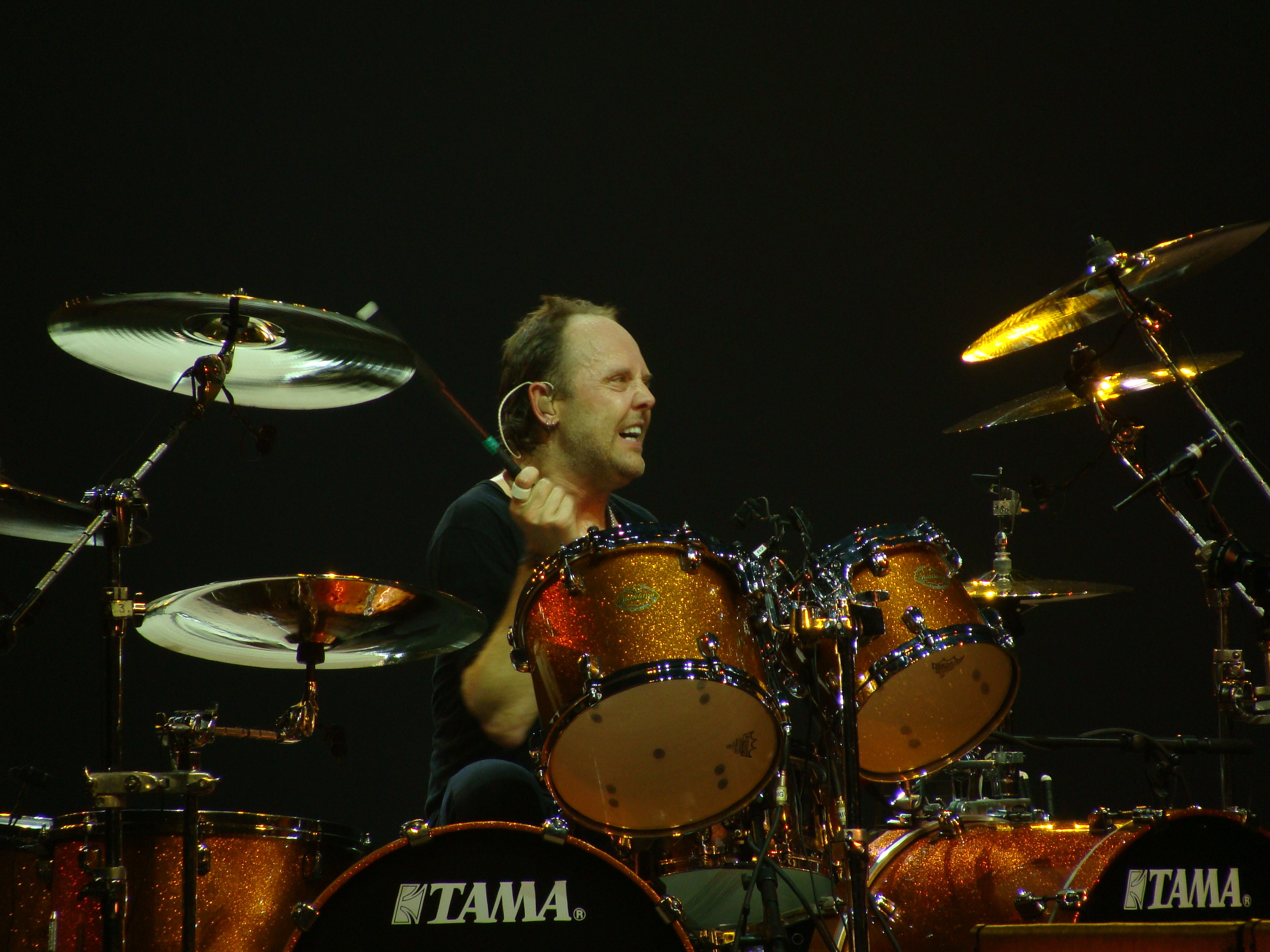
Lars Ulrich.

En abril de 2000, Metallica demandó a Napster, la compañía creadora del programa homónimo que permitía el intercambio de música en formato MP3, por violación de los derechos de autor, pues una versión de la canción todavía en proceso para la película Misión imposible 2, "I Disappear", se escuchaba en la radio estadounidense. Dos semanas después, Dr. Dre también demandaba a la empresa. Napster ya había sido acusada por la RIAA en 1999 de violar leyes de propiedad intelectual y servir de asilo para la piratería musical en internet, además de que algunas universidades habían pedido prohibir el programa, pues disminuía la velocidad de sus redes.
Para mayo de 2000, Napster bloqueó las contraseñas de más de 35 000 usuarios proporcionada por Ulrich y que habían obtenido canciones de Metallica. Chuck D., Helix, Motley Crue, Exumer y Courtney Love hablaron a favor de Napster y proclamaron la oportunidad que significaba para consumidores y artistas. Para Chuck D., Napster era una reacción, "el fenómeno musical más grande desde los Beatles", "la industria se ha ufanado en guiar a las audiencias; por primera vez los seguidores de la banda han tenido la tecnología antes que la industria".
En su defensa, Napster alegó que servía solo como conducto de la información. En junio de ese año, la RIAA pidió eliminar de Napster todo el contenido perteneciente a las discográficas más importantes. En septiembre del mismo año, Metallica y Dr. Dre enviaron cartas a Harvard, Columbia y otras universidades para que restringieran el acceso al programa. En octubre, Dave Matthews Band se convirtió en el primer grupo en permitir la distribución de una canción vía Napster, con la venia de su compañía.
La polémica cesaría en julio de 2001, al aplazar la banda todas las denuncias contra Napster alegando que estaba haciendo más mal que bien a la imagen del grupo.

### St. AngerySome Kind of Monster

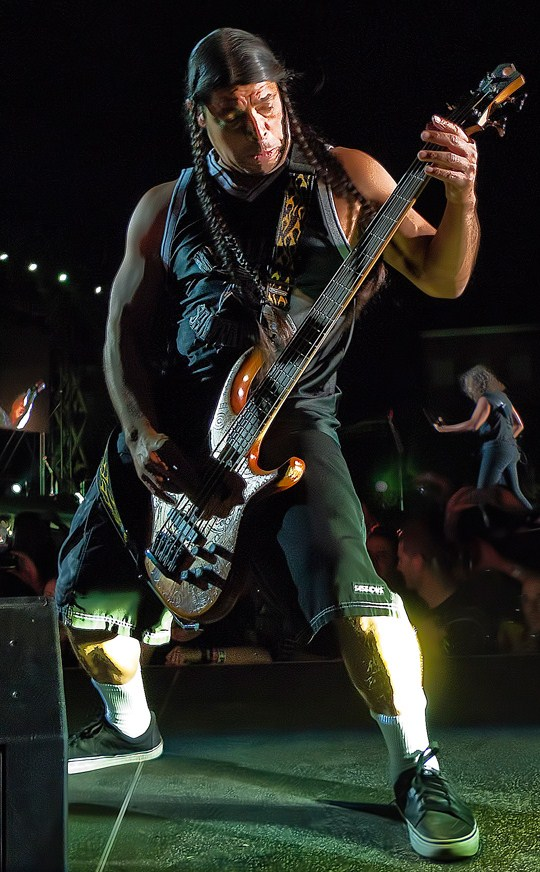
Robert Trujillo.

En 2001, el bajista Jason Newsted, quien anteriormente había tenido serias discusiones con los demás integrantes sobre sus proyectos fuera del grupo, abandonaría Metallica alegando desgaste físico y motivos personales. Poco tiempo después, en la controvertida entrevista realizada por Playboy por separado a todos los miembros de la banda varios meses antes, se descubriría que uno de los principales motivos de la marcha del bajista era la rotunda negativa de Hetfield a la publicación del disco de Echobrain, la banda alternativa de Newsted. Tras un largo proceso de selección en busca de sustituto, y en el que se barajaron músicos como Twiggy Ramirez, se contrataría a Robert Trujillo, quien había sido bajista de Suicidal Tendencies, Black Label Society y Ozzy Osbourne en sus actuaciones en directo. Cabe resaltar que Jason Newsted, tras dejar Metallica, perteneció durante un tiempo a la banda de Osbourne, en la que militaba Mike Inez, miembro de Alice in Chains y que también se rumoreó como sustituto. Este mismo año se crea la banda homenaje satírica, Beatallica, la cual fusiona la música de The Beatles y Metallica. Tuvieron un problema legal con Sony, poseedora de los derechos sobre el material de los Beatles, pero fueron ayudados por Lars Ulrich.

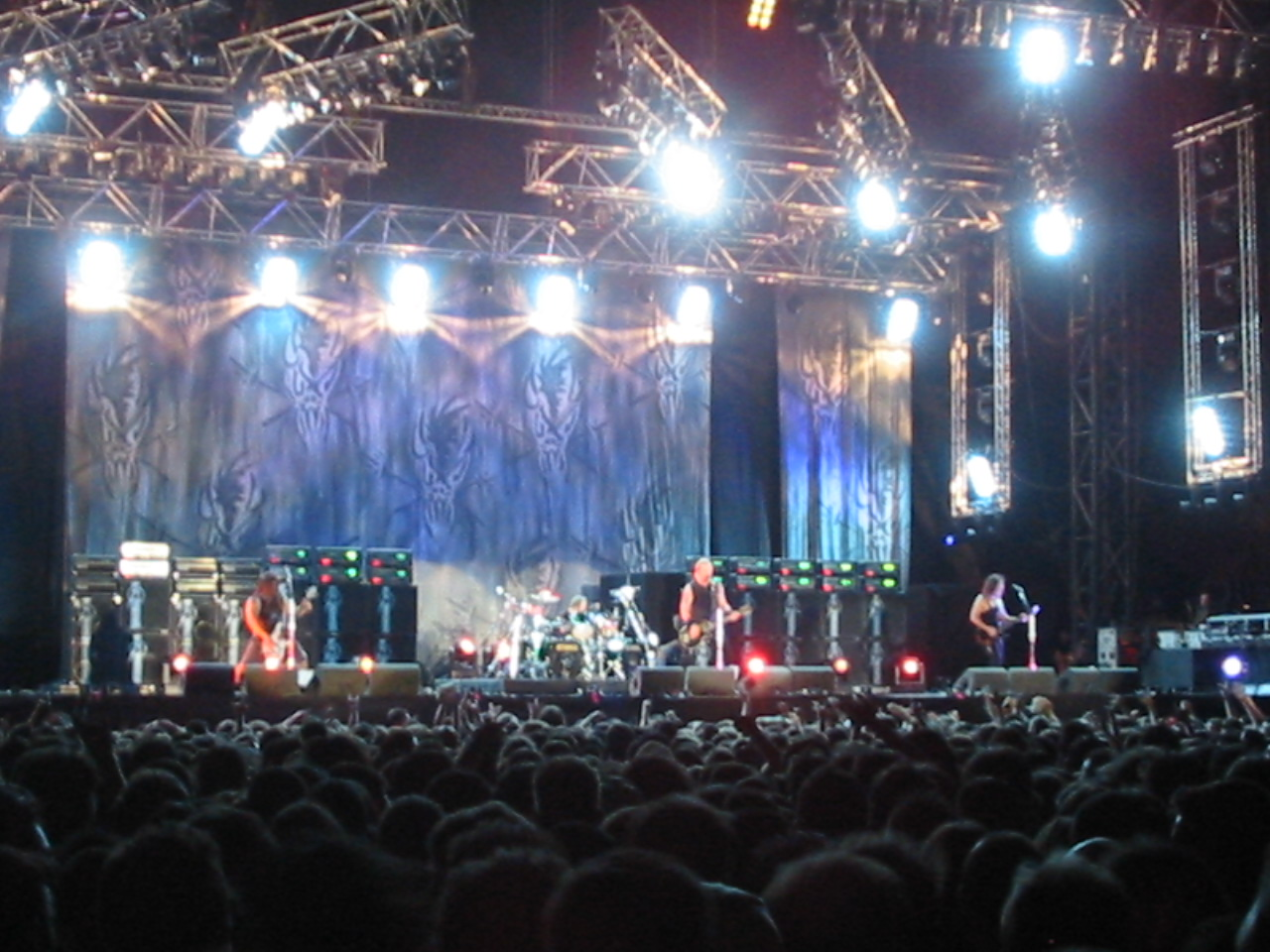
Concierto en Madrid el 22 de junio de 2003.

Antes de la entrada de Trujillo, la banda había grabado el álbum St. Anger, con Bob Rock nuevamente como productor. Debido a las dificultades para encontrar un nuevo bajista, el mismo Bob Rock escribió y ejecutó las líneas de bajo en el disco. Como peculiaridades del disco destaca la ausencia absoluta de solos de guitarra, ya que la banda buscaba un sonido acorde al estilo de metal que en aquella época comenzaba a predominar: el Nu Metal, cuyo sonido solía carecer de solos de guitarra. Decisión con la que el guitarrista Kirk Hammett dijo no estar muy de acuerdo. El artista gráfico Pushead, quien hizo el arte de la portada del álbum, explica que la ilustración de una mano amarrada con una soga representa la mano de Kirk Hammett al no haberle permitido ejecutar solos de guitarra. También el sonido de la batería fue algo totalmente novedoso e igualmente polémico que radicaba en la caja, la cual tenía un armónico metálico en vez del de madera seca usado hasta entonces. El vídeo de la canción homónima del álbum fue grabado en la prisión de San Quintin. Hubo otras muchas dificultades en la producción del álbum, debidos a motivos como el proceso de rehabilitación de Hetfield, que había comenzado a tener problemas con el alcohol después de un viaje a Siberia donde, según él, su única bebida era el vodka.
En 2004, se lanzaría el documental Some Kind of Monster, que narra la producción del St. Anger en medio de discusiones y problemas después de la salida de Jason y de la rehabilitación de James Hetfield, de quien ya se conocía su pasión por el alcohol. En el documental hacen aparición Jason Newsted y su banda Echobrain (Lars y Kirk acuden a una de sus presentaciones, se dirigen hacia los camerinos y cuando llegan, Jason ya se había ido) y uno de sus primeros guitarristas del grupo, Dave Mustaine, quien charla con Lars acerca de temas como su estancia en Metallica y su carrera en Megadeth. Dentro del documental, el grupo se apoya de un terapeuta para resolver los problemas previamente mencionados. También se muestran los primeros momentos de Robert Trujillo como bajista de Metallica, incluyendo su audición para entrar al grupo.

### Death Magnetic
En 2006, la banda realizó el tour Escape from the studio 06, en el que tocaron el disco Master of Puppets entero en conmemoración de su vigésimo aniversario. Durante este tour, la banda tocó dos nuevas canciones: "New Song (Death is not the End)" y "The Other New Song (Vultorous)". Estas 2 canciones mencionadas fueron editadas y lanzadas en el álbum Death Magnetic (2008), siendo Death is not the End "The end of the line" y Vultorous "All Nightmare Long".
El 4 de diciembre de 2006 fue lanzada una compilación de todos sus vídeos desde 1989 hasta 2004, titulada The Videos. Esta incluye todos sus vídeos desde "One" hasta "Some Kind of Monster" y, como bonus, las dos versiones del vídeo de "One", la versión teatral de "The Unforgiven" de once minutos, el tráiler del documental Some Kind of Monster y además, por primera vez en DVD, la introducción de 2 of One. También Kirk y James aparecieron en el programa Metalocalypse y la banda entera en Los Simpson, quienes además aparecerían en la película Get Thrashed. Un año más tarde, el grupo grabó la versión de Ennio Morricone "The Ecstacy of Gold", el cual apareció en el disco homenaje We All Love Ennio Morricone. Luego, en los meses de junio y julio realizaron la gira Sick Of The Studio 07.

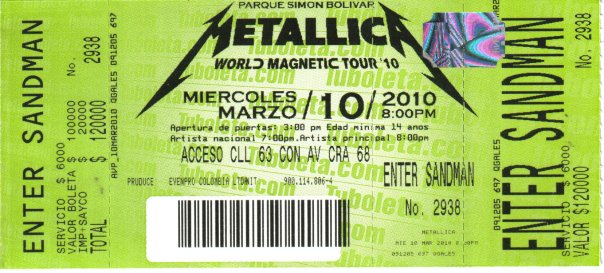
Entrada al concierto de Metallica en Bogotá, correspondiente a su gira World Magnetic Tour en 2010.

La banda comenzó a grabar el álbum Death Magnetic el 14 de marzo de 2007. Este cuenta con Rick Rubin como productor, reemplazando a Bob Rock, que había ocupado dicho puesto desde hace más de 15 años. El álbum es finalmente lanzado el 12 de septiembre de 2008. Se han establecido algunas citas para su gira en 2008, y anteriormente, participaron en el Electric Weekend de Getafe, siendo cabezas de cartel junto con Rage Against the Machine.
Además, la banda participó en el álbum homenaje a Iron Maiden Maiden Heaven, interpretando la canción "Remember Tomorrow" junto a bandas como Avenged Sevenfold y Dokken. Metallica en la actualidad, ha vendido más de 100 millones de álbumes y posee una estrella en el paseo de la fama en Hollywood.
La página oficial ha confirmado que el grupo ha ocupado un lugar en el Salón de la Fama del Rock, y que fue nominado en dos categorías (Rock Out y Headliner) en los MTV Europe Music Awards así como invitado para tocar en vivo dentro de Los Premios a la Música de Latinoamérica de MTV, los cuales se llevaron a cabo dentro del auditorio de la Universidad de Guadalajara en Guadalajara, Jalisco, México.
En septiembre de 2008 comienzan la gira mundial World Magnetic Tour, visitando países de Europa, América del Norte, América Central, América del Sur, Asia y Oceanía. Esta gira se extendió hasta noviembre de 2010, recaudando millones de dólares y congregando a millones de fanáticos alrededor de todo el mundo, no sin antes prometer James Hetfield que volverían.

### LuluyBeyond Magnetic
El 31 de octubre de 2011 lanzan el álbum conceptual Lulu con el cantante de Art Rock y rock alternativo Lou Reed, siendo percibido de mal gusto para muchos de los fanáticos de la banda.
El 5 de diciembre de 2011 Metallica realizó 4 conciertos en San Francisco celebrando su trigésimo aniversario como grupo, invitando a artistas como Dave Mustaine, Jason Newsted, entre otros. Metallica anunció para finales de 2011 que sacarían cuatro canciones inéditas pertenecientes a las grabaciones del disco Death Magnetic.
En enero de 2012, después de haber anunciado las cuatro canciones inéditas de las grabaciones de Death Magnetic, se edita un EP titulado "Beyond Magnetic" el cual contiene las cuatro canciones inéditas anunciadas. Este EP en su salida recibió principalmente críticas favorables.

### Blackened Recordings,Metallica: Through the Nevery concierto en la Antártida
El 7 de febrero de 2012, Metallica anunció que comenzaría un nuevo festival de música llamado Orion Music + More, que tuvo lugar los días 23 y 24 de junio de 2012 en Atlantic City. Metallica también confirmó que encabezaría el festival en ambos días y presentaría dos de sus álbumes más aclamados por la crítica en su totalidad: The Black Album en una noche y Ride the Lightning en la otra. En una entrevista de julio de 2012 con la estación de radio canadiense 99.3 The Fox, Ulrich dijo que Metallica no lanzaría su nuevo álbum hasta al menos principios de 2014. En noviembre de 2012, Metallica dejó Warner Bros. Records y lanzó un sello discográfico independiente, Blackened Recordings, que producirá los futuros lanzamientos de la banda. La banda ha adquirido los derechos de todos sus álbumes de estudio, que serán reeditados a través del nuevo sello. Los lanzamientos ennegrecidos se licenciarán a través de la subsidiaria de Warner, Rhino Entertainment en Norteamérica e internacionalmente a través de Universal Music. El 20 de septiembre de 2012, Metallica anunció a través de su sitio web oficial que en diciembre se lanzará un nuevo DVD que contiene imágenes de espectáculos que realizó en Quebec en 2009; los fanáticos tendrían la oportunidad de votar por dos setlists que aparecerían en el DVD. La película, titulada Quebec Magnetic, se estrenó en los Estados Unidos el 10 de diciembre de 2012.
En agosto de 2013 se estrenó la película 3D Metallica: Through the Never que contó con la actuación de Dane DeHaan mientras que Nimród Antal la escribió y la dirigió. Fue publicada bajo el sello de Blackened Records.

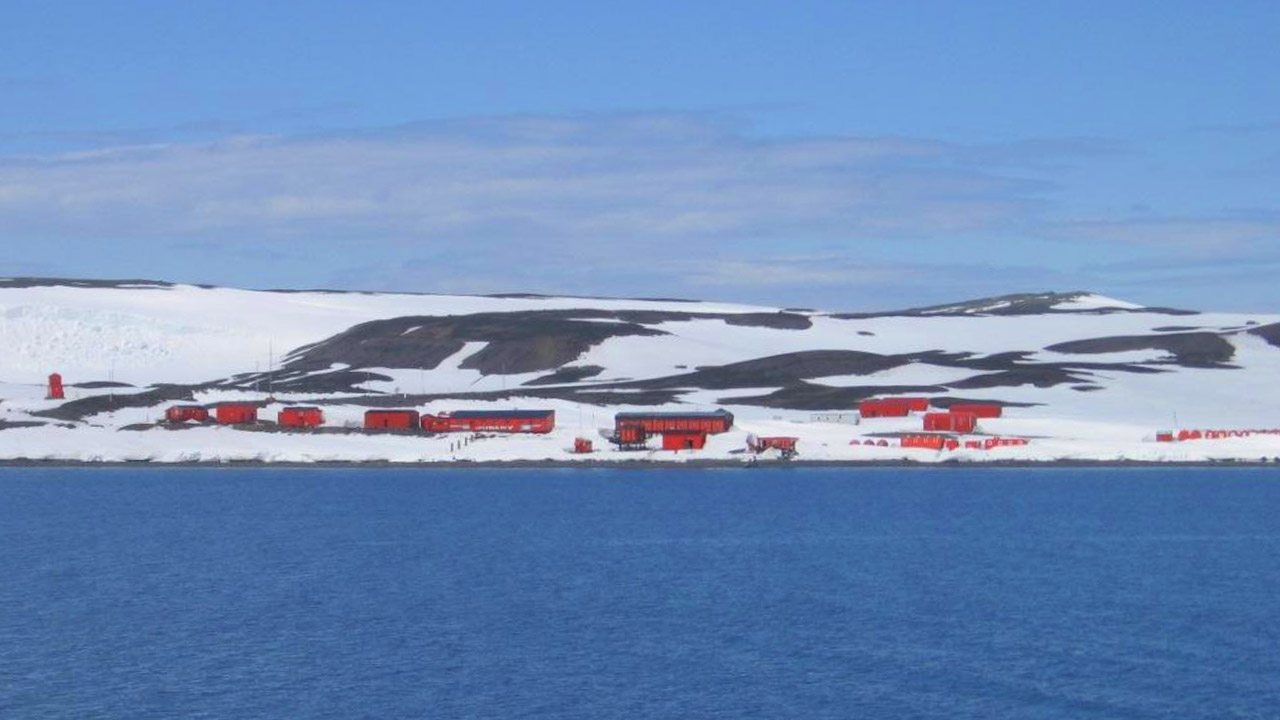
Base Carlini de Argentina en la Antártida.

El 8 de diciembre de 2013 la banda realizó un concierto en la base argentina Carlini, para «concienciar sobre la importancia de la Antártida para el planeta». Hubo aproximadamente un centenar de asistentes, incluyendo personal de otras bases cercanas como Uruguay, Chile, Polonia, Corea del Sur, Rusia, Brasil y Alemania. Se siguió un riguroso protocolo sobre impacto ambiental y no se usaron amplificadores durante el recital, el público pudo escuchar a través de auriculares.

### «Lords of Summer»
Lars Ulrich en una entrevista hecha por Metal Hammer reveló que la banda planea lanzar un nuevo álbum para finales de 2016 o comienzos del 2017, sin especificar detalles, tan solo diciendo que el nuevo material «...se siente pesado, enérgico, ruidoso, es veloz, es rock, una locura...». El álbum será vendido bajo el sello discográfico de la banda.
El 20 de junio de 2014 Metallica lanzó su nuevo sencillo «Lords of Summer», el cual estrenaron el 16 de marzo durante una gira por Sudamérica en Bogotá, Colombia llamada "Metallica By Request", basada en la idea de que los mismos asistentes a los conciertos, meses antes del recital, reciben un código para votar en línea por las canciones que deseaban escuchar. La idea tuvo una gran acogida entre los seguidores de la banda, y la misma gira se extendió hacia América del Sur, Europa y Canadá, visitando por primera vez países como Ecuador y Paraguay, y presentándose dos veces en Buenos Aires, Argentina.

### Hardwired... To Self-Destruct
El 18 de agosto de 2016, se dio a conocer el nombre del álbum de estudio llamado Hardwired... to Self-Destruct, el cual fue publicado el 18 de noviembre de 2016.
Metallica anunció que viajarían a Estados Unidos en el verano de 2017 para el WorldWired Tour. La gira del estadio también incluye Avenged Sevenfold, Volbeat y Gojira como actos de apoyo. El 7 de agosto de 2017, Metallica fue invitada nuevamente por los Gigantes de San Francisco para la quinta "Noche de Metallica" anual con Hammett y Hetfield interpretando el himno nacional. En enero de 2018, la banda anunció que volverían a emitir el EP $ 5.98: Garage Days Re-Revisited el 13 de abril para el Record Store Day, y la sexta "Noche Metallica" anual también se anunció unas semanas más tarde, esta vez en abril, con todos los ingresos destinados a la Fundación All Within My Hands, que la banda creó a fines de 2017. En febrero de 2018, la banda anunció un segundo conjunto de fechas de gira por América del Norte, la mayoría de las cuales no habían visitado en treinta años.

### S&M2y72 Seasons
En marzo de 2019, Metallica anunció que su WorldWired Tour continuaría en Australia y Nueva Zelanda en octubre con Slipknot y Ratt en apoyo. Más tarde ese mes, la banda anunció que actuaría en la gran inauguración del nuevo Chase Center de San Francisco con la Orquesta Sinfónica de San Francisco en septiembre para celebrar el vigésimo aniversario del álbum S&M. Los espectáculos conmemorativos, titulados S&M2, contarán con arreglos de los conciertos originales del S&M, así como nuevos arreglos para canciones grabadas desde entonces, y serán conducidos por el director Edwin Outwatery el director musical de la Sinfónica de San Francisco, Michael Tilson Thomas. En julio, la banda anunció que los espectáculos se proyectarían en más de 3000 teatros en todo el mundo el 9 de octubre, y las entradas saldrán a la venta en agosto. Más tarde ese mes, Metallica anunció un conjunto de fechas de gira sudamericana para abril de 2020 con Greta Van Fleet en apoyo.
En una entrevista con la revista australiana The Music en de marzo de 2019, Robert Trujillo dijo que Metallica había comenzado a trabajar en nuevo material para su próximo álbum de estudio. "Estoy entusiasmado con el próximo disco porque creo que también será la culminación de los dos discos [anteriores] y otro viaje. No faltan ideas originales, esa es la belleza de estar en esta banda". Estimó que el álbum se lanzaría "mucho antes de lo que hicieron los dos anteriores. Esta vez creo que podremos saltar más rápido y saltar al estudio y comenzar a trabajar. Todos hemos prometido poner esto en marcha más temprano que tarde". En una entrevista con la revista australiana Mixdown al mes siguiente, Kirk Hammett dijo que la banda tenía planes tentativos para ingresar al estudio después de la conclusión de la WorldWired Tour. Dijo: "Estamos en nuestro tercer año desde Hardwired. Tal vez podamos enfocarnos un poco más e ir al estudio un poco antes". Después de no escribir nada en Hardwired... to Self-Destruct, Hammett dijo sobre sus ideas para el nuevo álbum: "Tengo un montón de material. He compensado en exceso, así que estoy listo para ir en cualquier momento".
El 28 de noviembre de 2022, la banda lanzó el sencillo "Lux Æterna", anunciando directamente y a la vez no, su undécimo álbum de estudio llamado 72 Seasons, siendo finalmente estrenado el 14 de abril de 2023.

## Sonido e influencia
A pesar de que en un principio Metallica tocaba thrash metal o a veces speed metal, especialmente en Kill'em All, a lo largo de los años se ha ido modificando su sonido, en especial en Metallica (The Black Album), en el que tomaron un sonido más mainstream. Sin embargo, el cambio más importante se da a partir de 1996, con la publicación de Load, en el que se puede oír un sonido mucho más arreglado y cercano al hard rock y al metal alternativo, además de poder apreciarse el claro cambio estético de la banda, mucho más pulcramente vestidos abandonando sus melenas y sus vaqueros rotos y desgastados. Las influencias musicales del grupo se pueden apreciar en el disco de versiones Garage Days Re-Visited, donde versionan canciones de bandas como Diamond Head, posiblemente su mayor influencia, o The Misfits, aunque también hay que incluir dentro de sus influencias bandas como, Black Sabbath,  Budgie, Angel Witch, Judas Priest, Iron Maiden, Venom, Quiet Riot,  Kix,  Ratt, Nazareth,  Scorpions, UFO,  Blitzkrieg,  Blue Cheer, Alice Cooper, Praying Mantis, Exodus, Pentagram, Accept, Kiss, Sweet, Pagan Altar, Van Halen, Anvil, Wizzard, Samhain, House of Heavy,  Saxon, AC/DC, Rush, Mercyful Fate,Queen entre otras.
El sonido de Metallica ha trascendido por generaciones e influenciado a muchas bandas a nivel internacional, entre quienes han sido influenciados por Metallica podemos encontrar a bandas o artistas como: Apocalyptica, Vain, Pantera, Kreator, Ratt, Machine Head, Death, Mudvayne, Sepultura, Winger, Testament, Coal Chamber, Deftones, Papa Roach,  The Darkness, Slipknot, Korn, System of a Down, Alice In Chains, Disturbed, Draconian, Dream Theater, Gamma Ray, Amon Amarth, Cathedral, Death Angel, As I Lay Dying, Avenged Sevenfold, Steelheart, Blind Guardian, Lamb of God, Reckless Love, Gorgoroth, Sleep Token, Xentrix, Sum 41, Candlemass, Trivium, Nitro, Pretty Boy Floyd, Mastodon, Tesla, The Warning, Of Mice & Men, Norma Jean, Adema, Evile, Crowbar, Dimmu Borgir, Nuclear Assault, Novembers Doom, Toxic Holocaust, Judas Iscariot, Nargaroth, Kataklysm, Karnivool, Saliva, Helmet, Crazy Lixx y Santa Cruz .

## Polémicas

### Sonido y estética
Con la publicación del álbum Ride the Lightning, muchos seguidores de la banda quedaron desencantados por la balada "Fade to Black", ya que para los más extremos seguidores del género, las bandas de thrash metal no deberían componer canciones orientadas hacia el "mainstream" como es el caso de dicho tema; sin embargo, con la publicación del álbum homónimo de la banda, dicha polémica se recrudece debido al sonido más cercano al heavy metal que al thrash metal presente en el álbum, ya hasta entonces en los trabajos anteriores de la banda abundaba un sonido más rápido y frenético en la gran mayoría de los temas. El cambio de sonido del grupo vino de la mano de Bob Rock, el productor del disco, quien había trabajado anteriormente con bandas como Bon Jovi, Tankard o Mötley Crüe, todos ellos con una gran cantidad de discos vendidos a sus espaldas. A pesar de dicha polémica, este fue el trabajo más exitoso en ventas de la banda, con más de 7 millones de copias vendidas solo en los EE. UU., a pesar de que estos seguidores los calificasen como "vendidos" por este hecho.
Aún con Bob Rock en sus filas, el grupo graba Load y ReLoad, dos discos que presentan un sonido mucho más accesible al público en general, lo que acabó por romper las relaciones de los seguidores más intransigentes de la formación dado el carácter cercano al hard rock de ambos trabajos. Además, el hecho de que la banda encabezase festivales alternativos como Lollapalooza ayudó a que ganasen detractores. St. Anger proporcionaba un sonido mucho más duro bajo la producción nuevamente de Bob Rock, quien además toca el bajo debido a la dificultad de la banda por encontrar un bajista que supliese la marcha de Jason Newsted. Este álbum tampoco convenció a la mayoría de los seguidores de la banda debido a su orientación hacia el nu metal, a la escasez del virtuosismo de Kirk Hammett, quien no realiza ningún solo en todo el disco, y al sonido de la batería.
Sin embargo, el álbum de 2008, Death Magnetic fue, en su mayoría, criticado positivamente debido a que este contiene una mayor influencia al Thrash Metal que cualquier otro álbum desde  The Black Album.
Dicha recepción volvió a repetirse con álbum de estudio llamado Hardwired... to Self-Destruct, el cual fue publicado el 18 de noviembre de 2016 y recibió elogios por parte de la crítica y fanes.

### Jason Newsted

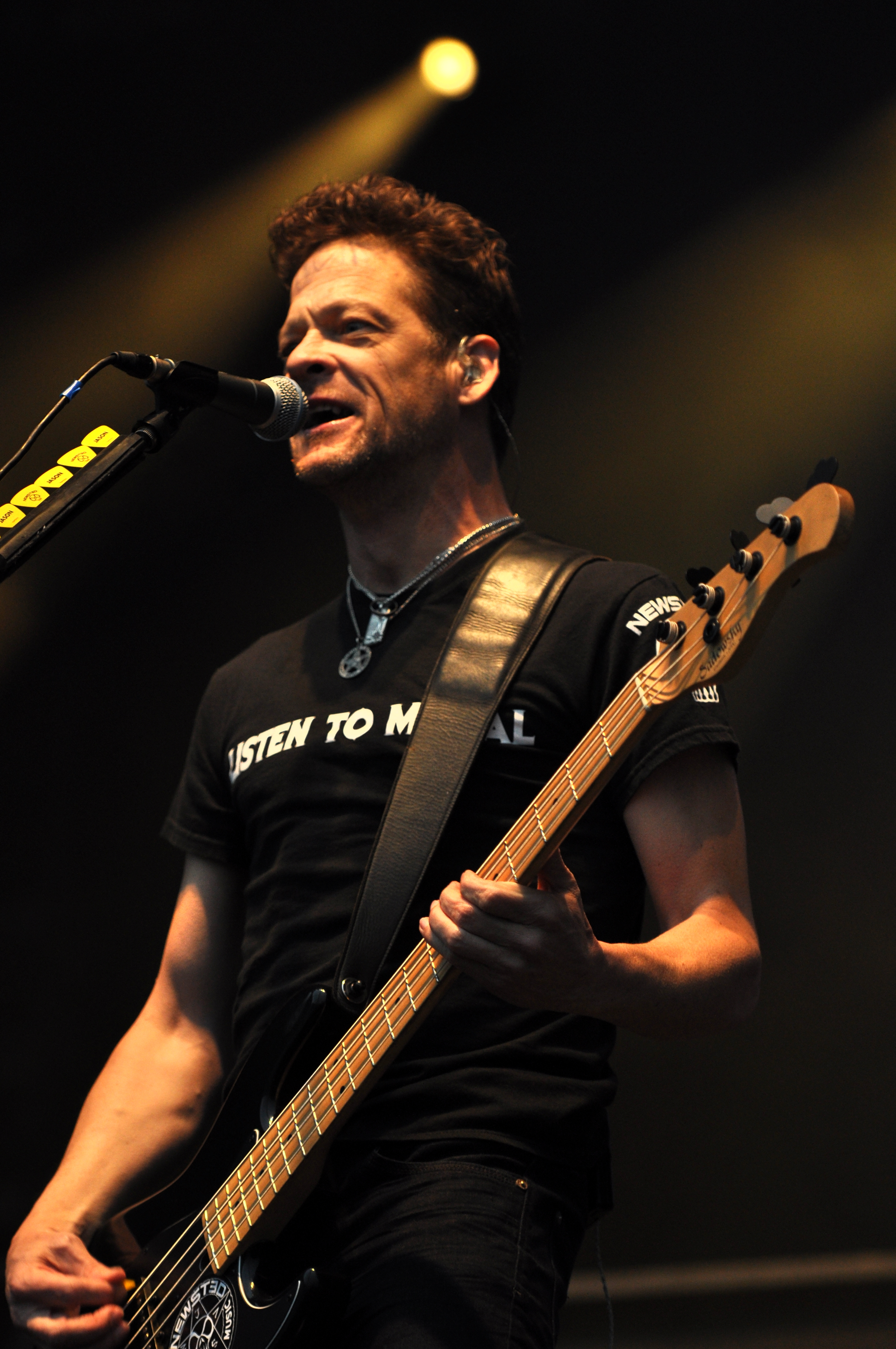
Jason Newsted.

Jason Newsted se introdujo en la banda como sustituto del fallecido Cliff Burton, idolatrado por los fanes, por lo que muchos de estos seguidores no vieron con buenos ojos la llegada de otro bajista al seno del grupo. Además, su manera de tocar fue criticada al ser comparada con el virtuosismo de Burton, ya que este último tocaba el bajo con los dedos en lugar de con una púa, como hacía Newsted. Después de su llegada, el grupo publicó ...And Justice for All, en el cual el sonido del bajo de Newsted resulta casi inaudible. En una ocasión, durante la gira de presentación de dicho trabajo, los restantes miembros del grupo arrojaron todos sus objetos personales por la ventana del hotel en el que se alojaban. Según sus propias declaraciones, Newsted explicó: "Era mi sueño hecho realidad. Si vas a llenar los zapatos de Cliff Burton, tienes que ser resistente". Este recibió numerosas críticas por ello, que recibió con paciencia hasta 2001, en el que decide abandonar la banda para ingresar en Voivod y, posteriormente, fundar su propio proyecto, que llamó Echobrain. Su sustituto fue Robert Trujillo, que añadió al grupo un sonido más duro al haber pertenecido a bandas de hardcore punk como Suicidal Tendencies o Infectious Grooves, aunque quizá el factor principal para la contratación de Trujillo fuese su estilo y capacidad de tocar el bajo, con los dedos al igual que Burton. James Hetfield diría en una entrevista que "sus dedos parecían púas, eran como los de Burton". En unas declaraciones posteriores a su salida de la banda, Newsted expuso: "Metallica tiene dos monstruos que controlan, y es muy difícil conseguir algo bueno en ese monopolio".

### Dave Mustaine

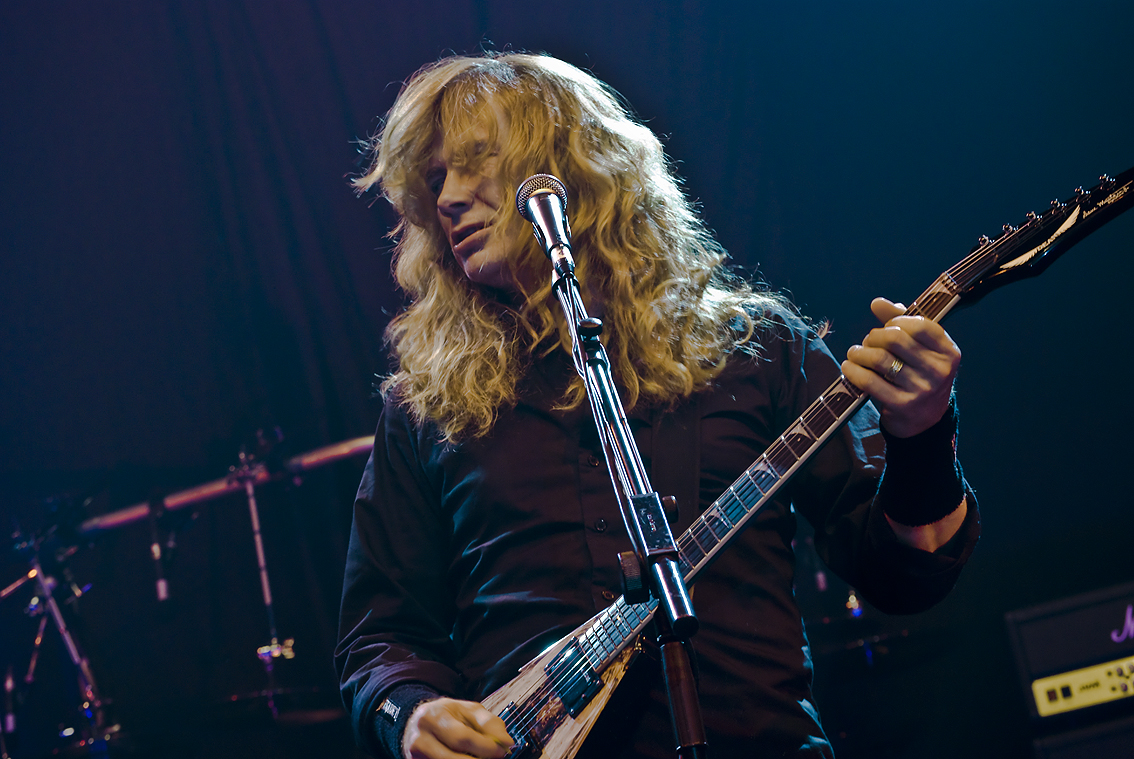
Dave Mustaine, exguitarrista de Metallica y posteriormente fundador de Megadeth, en un concierto con dicha banda en 2009.

La más famosa controversia en la carrera de la banda vino dada por el despido de Dave Mustaine, primer guitarrista del grupo y posteriormente fundador de Megadeth, después de conductas violentas e irresponsables en el seno de la banda. En 1983, en Nueva York, Mustaine tiene una discusión con Hetfield y Ulrich cuando la banda iba a reunirse con el productor Jon Zazula. La banda ya harta de las adicciones de Mustaine lo sorprendieron recién levantado en la mañana diciendo que estaba fuera de la banda, siendo despedido y embarcado en un viaje de dos días hasta Los Ángeles, durante el cual decide fundar una nueva banda para vengarse de su despido. Declaró: "Después de ser despedido de Metallica, todo lo que recuerdo es que quería sangre, la suya. Quería ser más rápido que ellos". Poco antes de este, Mustaine tuvo varios problemas con Ron McGovney, primer bajista de Metallica, que acabaron con la marcha de este antes de la salida del guitarrista. En aquel momento, Mustaine provocaba todo tipo de contratiempos a los restantes miembros del grupo debido a su adicción al alcohol y a las drogas, con lo que fue despedido de Metallica, introduciendo ésta a Kirk Hammett. Las hostilidades entre Megadeth y Metallica duraron varios años. En una entrevista realizada a James Hetfield en 1999, este dijo: "No somos enemigos y no somos amigos, y creo que es mejor dejarlo así. Durante aquellos años todos estábamos borrachos y pasándolo bien, pero él lo llevó todo demasiado lejos. Era una persona realmente excesiva que tenía que llevarlo todo al límite, lo que incluía el alcohol y las drogas".
Cuando la banda le pidió a Mustaine que apareciese una entrevista entre él y Lars Ulrich en el documental Some Kind of Monster de 2004, el guitarrista se negó a ello, pero Metallica incluyó dicha entrevista. Mustaine dijo que eso fue "la traición final", y ha abandonado la esperanza de grabar algo con los miembros de la banda.
Sin embargo, en el festival de Sonisphere en 2010, Dave Mustaine se presentó en el escenario junto a Metallica, los músicos de Megadeth, Slayer y Anthrax para tocar una versión del tema de Diamond Head "Am I Evil?". Megadeth ha empezado a girar por el mundo con estas 3 bandas bajo el nombre "The Big 4". Pero hay que aclarar que Dave Mustaine dijo que en ese tiempo tenía una terapia por los problemas que sufría en el cuello y tenía que estar en reposo, Dave había rechazado la oportunidad de tocar junto a las demás bandas solo por los problemas, pero el mánager de Metallica lo llamó "m*ricón" lo cual le molestó y dijo que las terapias podían esperar, entonces le dijo al mánager que tocaría en ese festival.
Y en 2011, Mustaine hizo varias apariciones especiales en los actos de Metallica cuando celebraban su 30 aniversario, donde Mustaine se abrazaba con los otros miembros y tocó temas como Phantom Lord, Jump in the Fire, Metal Militia y Seek & Destroy.

## Otras actividades
Desde 2009 Metallica contribuye activamente en la investigación para el esclarecimiento del crimen de Morgan Harrington, una adolescente de 19 años, fan de la banda, que desapareció ese año durante el concierto que dieron en Charlottesville, Virginia. Su cuerpo fue encontrado meses después y su asesino aún no ha sido identificado. Dos días después de la desaparición de Harrington, James Hetfield se puso en contacto con los padres de ella y ofreció su ayuda. Desde entonces, ha encabezado anuncios públicos y videos pidiendo testigos para el caso, y colaborado con el FBI en la búsqueda. Asimismo la banda en conjunto sumó $50.000 a la recompensa, cifra que ascendió a $150.000, creó un fondo estudiantil de $50.000 en memoria de la fallecida, y donó $40.000 al fondo estudiantil del ala de medicina del Instituto Politécnico y Universidad Estatal de Virginia creado en honor a Morgan Harrington. Esta última suma provino de la venta especial de camisetas con la leyenda «Enter Sandman».
En 2017, crearon la Fundación "All Within My Hands", la cual se dedica a crear comunidades sostenibles mediante el apoyo a la educación para habilitación laboral, la lucha contra el hambre, entre otros aspectos críticos.

## Miembros
Hasta la actualidad los fundadores James Hetfield y Lars Ulrich se mantienen como los únicos miembros originales que continúan en la banda desde su formación en 1981.

### Formación actual
- James Hetfield - Voz, guitarra rítmica (1981-presente).

- Kirk Hammett - Guitarra líder, coros (1983-presente).

- Robert Trujillo - Bajo eléctrico, coros (2003-presente).

- Lars Ulrich - Batería (1981-presente).

### Miembros anteriores
- Ron McGovney - Bajo eléctrico, coros (1981-1982).
- Dave Mustaine - Guitarra líder, coros (1982-1983).
- Cliff Burton † - Bajo eléctrico (1982-1986; su muerte).

- Jason Newsted - Bajo eléctrico, coros (1986-2001).

### Músicos de Sesión/Gira
- Lloyd Grant - Guitarra líder, coros (1981-1982).
- Damian C. Phillips - Guitarra líder (1982)
- John Marshall - Guitarra rítmica (1986, 1992)
- Bob Rock - Bajo eléctrico (2001-2003).

## Discografía
Álbumes de estudio
- Kill 'Em All (1983)
- Ride the Lightning (1984)
- Master of Puppets (1986)
- ...And Justice for All (1988)
- Black Album (1991)
- Load (1996)
- ReLoad (1997)
- St. Anger (2003)
- Death Magnetic (2008)
- LuLu (2011)
- Hardwired... to Self-Destruct (2016)
- 72 Seasons (2023)

## Premios
| Año  | Premio                                                   | Notas                                           |
| ---- | -------------------------------------------------------- | ----------------------------------------------- |
| 1989 | Premio Grammy por Mejor Interpretación Metal             | Por "One"                                       |
| 1991 | Premio Grammy por Mejor Interpretación Metal             | Por "Stone Cold Crazy"                          |
| 1992 | Premio Grammy por Mejor Interpretación Metal             | Por Metallica (The Black Album)                 |
| 1992 | MTV Video Music Awards: Mejor Video musical              | Por "Enter Sandman"                             |
| 1996 | MTV Video Music Awards: Mejor Video musical              | Por "Until it Sleeps"                           |
| 1996 | American Music Awards: Canción Metal favorita            | "Until it Sleeps"                               |
| 1996 | American Music Awards: Artista Heavy Metal favorito      | ReLoad                                          |
| 1997 | Billboard Music Awards                                   | Artista del año: Metallica (RIAA Diamond Award) |
| 1999 | Premio Grammy por Mejor Interpretación Metal             | Por "Better than You"                           |
| 2000 | Premio Grammy por Mejor Interpretación Hard Rock         | Por "Whiskey in the Jar"                        |
| 2001 | Premio Grammy por Mejor interpretación Rock instrumental | Por "The Call of Ktulu" (S&M)                   |
| 2003 | Premios Kerrang!                                         | Paseo de la fama                                |
| 2004 | Premio Grammy por Mejor Interpretación Metal             | Por "St. Anger"                                 |
| 2004 | Premios Governor                                         | Governor's Award - Metallica                    |
| 2009 | Premio Grammy por Mejor Interpretación Metal             | Por "My Apocalypse"                             |
| 2009 | Premio Grammy por Mejor diseño artístico                 | Por Death Magnetic                              |
| 2017 | Billboard Music Awards                                   | Top Rock Album: Hardwired... to Self-Destruct   |
| N/A  | Bammie: Baterista                                        | Lars Ulrich                                     |
| N/A  | Bammie: Álbum Metal destacado:                           | ReLoad                                          |
| 2018 | Polar Music Prize                                        | Metallica                                       |
| 2019 | Kerrang! Awards                                          | Best International Live Act                     |
| 2019 | Kerrang! Awards                                          | Best International Act                          |
| 2024 | Premio Grammy por Mejor Interpretación Metal             | Por "72 Seasons"                                |